# Філіано
Філіано (італ. Filiano) — муніципалітет в Італії, у регіоні Базиліката,  провінція Потенца.
Філіано розташоване на відстані близько 300 км на південний схід від Рима, 23 км на північ від Потенци.
Населення — 2989 осіб (2014).
Щорічний фестиваль відбувається другої неділі серпня. Покровитель — Maria SS. del Rosario.

## Демографія
Населення за роками:

Станом на 1 січня 2023 року в муніципалітеті офіційно проживало 66 іноземців з 12 країн, серед них 13 громадян країн Євросоюзу та 9 громадян України.

## Сусідні муніципалітети
- Ателла
- Авільяно
- Форенца
- Рипакандіда
- Сан-Феле